# کاراجورجوو (باچکا توپولا)
کاراجورجوو (به صربی: Karađorđevo) یک منطقهٔ مسکونی در صربستان است که در Bačka Topola Municipality واقع شده‌است. کاراجورجوو ۵۹۰ نفر جمعیت دارد.